# Editto di Potsdam

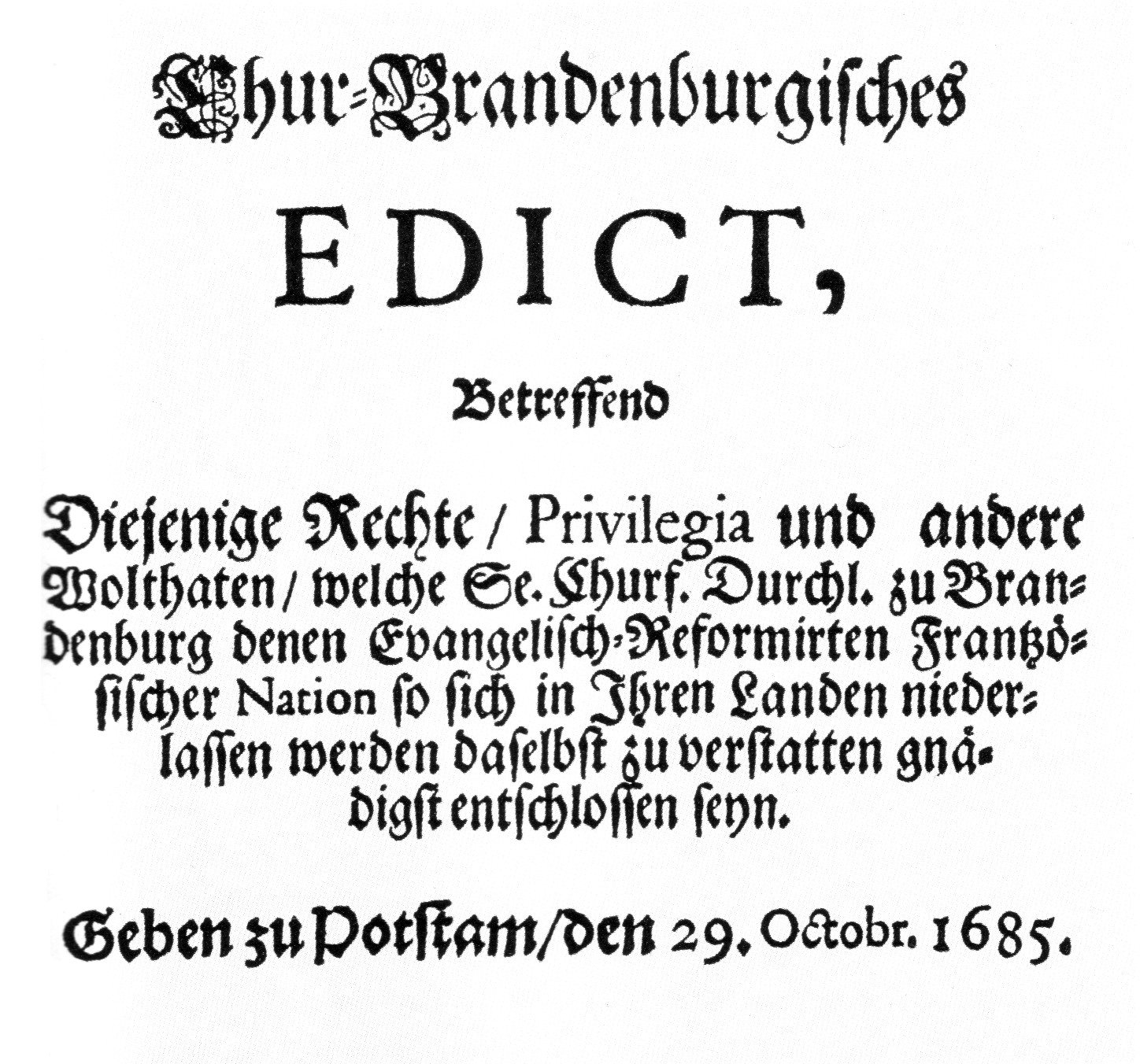
Editto di Potsdam

L'Editto di Potsdam (in tedesco Edikt von Potsdam) è stato un proclama emesso da Federico Guglielmo, elettore del Brandeburgo e duca di Prussia, a Potsdam il 29 ottobre 1685, come risposta alla revoca dell'Editto di Nantes a seguito dell'Editto di Fontainebleau. Esso incoraggiava i protestanti francesi a trasferirsi nel Brandeburgo.

## Antefatto
Il 22 ottobre 1685, Luigi XIV di Francia emise l'editto di Fontainebleau, che faceva parte di un programma di persecuzione, con il quale ordinava la chiusura di chiese e scuole agli ugonotti. Questa politica intensificò le molestie delle minoranze religiose da quando vennero attuate le dragonate, nel 1668, al fine di obbligare gli ugonotti alla conversione al cattolicesimo. Di conseguenza, un gran numero di protestanti, le stime vanno da 210.000 a 900.000, lasciò la Francia nei successivi due decenni. 
Dall'altra parte del Reno venne stimato che il Sacro Romano Impero aveva perso un terzo della sua popolazione a causa del massacro, della carestia e della peste durante la Guerra dei trent'anni (1618-1648). La parte occidentale del Brandeburgo-Prussia ricadde nell'impero: gravemente spopolata, il suo territorio dovette affrontare una disperata carenza di manodopera durante la seconda metà del XVII secolo.

## L'editto
Incoraggiato dal teologo e filosofo francese Jacques Abbadie, il 29 ottobre 1685, Federico Guglielmo I di Brandeburgo emanò l'editto di Potsdam. 
Un gran numero di rifugiati religiosi era arrivato via mare a Cadzand e in altri porti costieri nei Paesi Bassi. L'editto, che rifletteva un approccio pratico da parte della leadership prussiana, prevedeva che i diplomatici prussiani ad Amsterdam organizzassero le navi per trasportarli via mare nella Città libera di Amburgo dove i rappresentanti prussiani sarebbero stati a disposizione per organizzare il trasporto sull'Elba, verso le destinazioni da loro prescelte nel cuore del Brandeburgo-Prussia. Per le persone che fuggivano dalla Francia orientale e meridionale, fu prevista una via di terra attraverso Sedan e il Ducato di Kleve, che era diventato un territorio del Brandeburgo-Prussia nel 1666, e dove Federico Guglielmo aveva deciso che fossero sistemati localmente o trasportati attraverso il Reno verso nuove case più a est. Nella sua terza sezione l'editto indicava una serie di luoghi suggeriti in cui i migranti avrebbero potuto vivere, e continuava a promettere "libera scelta [quanto al] luogo di insediamento... ovunque trovino più conveniente esercitare le loro professioni e commerci".
L'editto escludeva espressamente eventuali dazi doganali o altre tasse sui beni che i migranti erano stati in grado di portare con sé. I migranti sarebbero stati sistemati in proprietà abbandonate e fatiscenti che i loro proprietari non avevano i mezzi per rendere abitabili. Avrebbero ricevuto le proprietà libere da ipoteche o altri debiti o obbligazioni e sarebbero state loro fornite gratuitamente con il legname e gli altri materiali da costruzione necessari. Ogni ex proprietario sarebbe stato compensato per il valore di trasferimento delle proprietà assegnate ai migranti e i nuovi coloni avrebbero goduto di una esenzione fiscale di sei anni in relazione a qualsiasi imposta sulla proprietà (anche se sarebbero stati soggetti alle stesse tasse sui consumi degli altri cittadini).
In alcuni dei molti luoghi in cui erano stati identificati tratti di terra coltivabile abbandonata, l'editto dell'elettore prevedeva che la perpetua proprietà di questi fosse assegnata ai suoi "compagni protestanti francesi nel credo" ("Evangelisch-Reformirten Glaubens-Genossen"), libera da ipoteche o altri gravami. Sarebbero stati forniti, agli agricoltori rifugiati, i materiali necessari per portare la loro terra in coltivazione e costruire le case. Nell'accordo era compreso un pacchetto fiscale decennale. L'editto precisava anche che nelle località colpite i funzionari erano stati incaricati di affittare case di città dove i rifugiati ugonotti potevano essere accolti e ospitati con le loro famiglie, gratuitamente, per un massimo di quattro anni, mentre venivano messe in atto disposizioni per creare le loro fattorie, anche se questa generosa disposizione era espressamente subordinata alla successiva messa in produzione delle aziende agricole da parte dei beneficiari.
Venne precisato che non appena una famiglia di immigrati protestanti francesi si fosse stabilita in una città o in un villaggio, avrebbe dovuto godere della piena uguaglianza giuridica e civile con i soggetti esistenti. Significativamente, non sarebbero stati soggetti ad alcun cosiddetto "diritto d'Aubaine" discriminatorio o ad altri oneri con cui gli immigrati stranieri in altri regni, stati e repubbliche erano gravati. I migranti dovevano avere il permesso di svolgere le loro pratiche religiose nella loro lingua madre e di fondare le proprie scuole.
L'elettore si mosse velocemente. Il 9 novembre 1685 le traduzioni dell'Editto furono stampate in tedesco, francese e olandese e furono rapidamente distribuite nelle aree colpite in Francia usando corrieri segreti e reti protestanti locali.

## Risultati
Si stima che circa 20.000 rifugiati ugonotti si siano trasferiti nel Brandeburgo-Prussia in risposta all'editto di Potsdam. Il contrasto tra la generosità dell'editto del sovrano prussiano e la vendetta dell'editto di Fontainebleau era consapevole e ampiamente osservato. Lo stato embrionale divenne un centro di immigrazione europea, la sua libertà religiosa attirò non solo i protestanti francesi ma anche i perseguitati di Russia, Paesi Bassi e Boemia. Pertanto, gli immigrati nell'elettorato del Brandeburgo stabilizzarono e migliorarono notevolmente l'economia del paese a seguito delle guerre distruttive che avevano interessato l'Europa nel XVII secolo. 
L'Editto di Potsdam non era un prodotto di mero altruismo o di ricerca di pubblicità da parte di un ambizioso principe tedesco. Una grande comunità di immigrati legata personalmente al sovrano dalle sue credenze religiose avrebbe rafforzato la posizione dello stesso in relazione alla nobiltà terriera e ai potenti interessi luterani. In uno stato della Germania settentrionale, con un accesso limitato alle risorse naturali, ci fu anche un avvincente caso economico per il ritorno al territorio di uso produttivo che era stato abbandonato dalla Guerra dei trent'anni.
Un caso particolarmente ben documentato è quello del contadino Jean Harlan, di Calais e appena ventenne, quando fu proclamato l'editto di Fontainbleau nel 1685. Con altri fuggì su una barca lungo La Manica, sopravvivendo fino a Cadzand sulla costa olandese. In uno dei numerosi punti di "transito" istituiti da funzionari prussiani nei Paesi Bassi, gli fu fornito supporto finanziario e documentazione, prima di passare nella regione dell'Uckermark, vicino al fiume Oder. Qui incontrò, e nel febbraio del 1689 sposò, Marie Le Jeune, un'altra rifugiata ugonotta che era riuscita a fuggire dalla Francia con i suoi tre figli. A Uckermark furono loro assegnati una cascina vuota, insieme a materiale da costruzione, semi di mais, due cavalli, una mucca e 50 talleri. Uckermark divenne un emblema del reinsediamento degli ugonotti. La cascina era una delle 2.900 disponibili per l'insediamento nell'area, dove apparentemente il pacchetto comprendente "due cavalli, una mucca e 50 talleri" era quello standard. Gli Harlan furono in grado di beneficiare delle sovvenzioni e dei privilegi fiscali previsti dall'editto di Potsdam, e in seguito Jean Harlan iniziò a costruire un'attività per il commercio del tabacco. Suo figlio, Jakob, successivamente fondò una dinastia commerciale di uomini d'affari.